# 不收缩文法

## 形式定义
在形式语言理论中，文法是不收缩的（或单调的），如果所有它的产生规则都有如下形式 
α -> β 这里的 |α| ≤ |β|，|α| 指示 α 的长度。
就是说，没有规则会减少被重写的字符串的大小。
它是本质不收缩的，如果可有一个例外，也就是，规则
S → ε
这里的 S 是开始符号而 ε 是空串。

## 例子
S → abc
S → aSBc
cB → Bc
bB → bb
这个文法生成语言 {\displaystyle \{a^{n}b^{n}c^{n}:n\geq 1\}}，它不是上下文无关的。
还有给语言 {\displaystyle \{a^{n}b^{n}c^{n}d^{n}:n\geq 1\}} 的（更加复杂）的不收缩文法。

## 等价的文法类型和表达能力
有容易的过程把任何不收缩文法转换成 Kuroda范式。
已知把任何不收缩文法变换成上下文有关文法或反之的过程。
所以，不收缩文法，Kuroda 范式的文法，和上下文有关文法有同样的表达能力。
更精确地说，不收缩文法精确的描述不包含空串的上下文有关语言，而本质不收缩文法精确的描述上下文有关语言的集合。